# Dikke Tinne

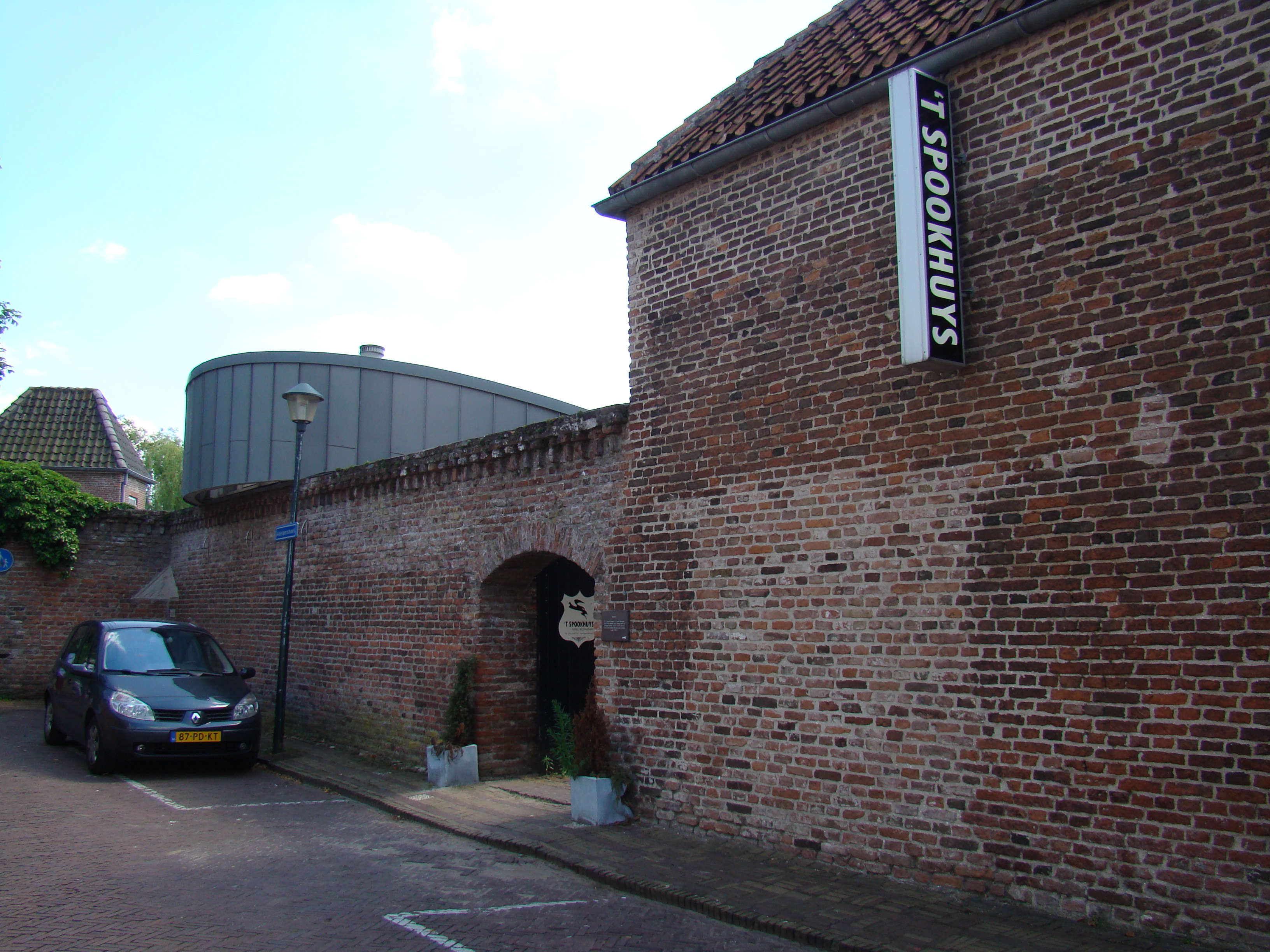
Le seul vestige restant de ce château.

Le Dikke Tinne (aussi mentionné Saint Lucia) était un château à Hattem, situé dans la province néerlandaise de Gueldre.
Déjà en 1361, il est indiqué une "maison" du duc de Gueldre à Hattem. Le duc Renaud IV de Gueldre avait un imposant château construit en 1404 dont les murs mesuraient 7 mètres d'épaisseur, les murs de château les plus épais des Pays-Bas.
Sur le sommet du toit de l'une des tours, se trouvait une girouette en cuivre, qui a été trouvée lors des fouilles.
L'un des prisonniers les plus célèbres fut Jan II van Wassenaer, qui a passé entre 1512 et 1414 dans une cage en fer attachée à l'une des tours du Dikke Tinne. Il avait été fait prisonnier de guerre par Charles de Gueldre et n'a été libéré qu'après paiement d'une rançon de 20 000 livres.
En 1580, le château fut remis aux mains des espagnols par le bailli Louis de Montfoort (en néerl. Lodewijk van Montfoort). Ces derniers furent chassés par les citoyens de la ville. Celle-ci a alors confisqué le château. Une section a été démolie et deux tours ont été incorporées dans les murs de la ville.
En 1778, les tours ont été vendues pour être démolies. De nos jours, le bâtiment situé au 18 Adelaarshoek (connu localement sous le nom de "Het Spookhuis" - La Maison hantée) est le seul vestige de ce château. Les contours excavés des murs ont été rendus visibles sur la Tinneplein.